# Холл, Уилли (футболист)
Джордж Уи́льям Холл (англ. George William Hall; 12 марта 1912 — 22 мая 1967), более известный как Уи́лли Холл (англ. Willie Hall) — английский футболист, выступавший на позициях правого или левого инсайда за клубы «Ноттс Каунти» и «Тоттенхэм Хотспур», а также за национальную сборную Англии.

## Клубная карьера
Уроженец Ньюарка (графство Ноттингемшир), Уилли играл в футбол за местные школьные команды, после чего выступал за молодёжный клуб «Ньюарк», а также за футбольную команду компании Ransome and Marles Bearings, в которой он работал. 18 ноября 1930 года подписал профессиональный контракт с клубом «Ноттс Каунти», перед этим хорошо сыграв за его резервную команду. В «Ноттс Каунти» Холл провёл два года, забив 7 голов в 32 матчах.
21 декабря 1932 года перешёл в лондонский клуб «Тоттенхэм Хотспур», который заплатил за его переход 2500 фунтов. Дебютировал за «шпор» 24 декабря 1932 года в матче Второго дивизиона против своего бывшего клуба «Ноттс Каунти».
Во время войны был членом лондонского полицейского резерва и продолжал играть за «Тоттенхэм Хотспур» в товарищеских матчах; также играл в качестве гостя за «Нортгемптон Таун».
Всего провёл за «шпор» 222 официальных матча и забил 29 голов с 1932 по 1944 год. Выступал на позициях правого или левого нападающего-инсайда, но в последние годы своей карьеры играл в роли крайнего защитника. В марте 1944 года завершил карьеру из-за травмы голеностопа.
26 сентября 1945 года был назначен главным тренером лондонского клуба «Клэптон Ориент», но 7 декабря того же года подал в отставку из-за серьёзных проблем со здоровьем.

## Карьера в сборной
6 декабря 1933 года дебютировал за национальную сборную Англии в товарищеском матче против сборной Франции. С 1933 по 1939 год провёл за сборную 10 матчей и забил 9 голов, включая пять голов в матче против Ирландии, которая прошла 16 ноября 1938 года на стадионе «Олд Траффорд» (три первых гола забил в течение четырёх минут, что долгое время было международным рекордом и до сих пор является рекордом сборной Англии).

### Список матчей за сборную Англии
| №  | Дата            | Стадион                   | Соперник       | Результат | Голы Холла          | Турнир                     |
| -- | --------------- | ------------------------- | -------------- | --------- | ------------------- | -------------------------- |
| 1  | 6 декабря 1933  | «Уайт Харт Лейн», Лондон  | Франция        | 4:1       |                     | Товарищеский матч          |
| 2  | 23 октября 1937 | «Уиндзор Парк», Белфаст   | Ирландия       | 5:1       | 58′                 | Домашний чемпионат 1937/38 |
| 3  | 17 ноября 1937  | «Эйрсом Парк», Мидлсбро   | Уэльс          | 2:1       | 57′                 | Домашний чемпионат 1937/38 |
| 4  | 1 декабря 1937  | «Уайт Харт Лейн», Лондон  | Чехословакия   | 5:4       |                     | Товарищеский матч          |
| 5  | 9 апреля 1938   | «Уэмбли», Лондон          | Шотландия      | 0:1       |                     | Домашний чемпионат 1937/38 |
| 6  | 26 октября 1938 | «Хайбери», Лондон         | Сборная Европы | 3:0       | 20′                 | Товарищеский матч          |
| 7  | 16 ноября 1938  | «Олд Траффорд», Манчестер | Ирландия       | 7:0       | 36′ 38′ 40′ 55′ 65′ | Домашний чемпионат 1938/39 |
| 8  | 15 апреля 1939  | «Хэмпден Парк», Глазго    | Шотландия      | 2:1       |                     | Домашний чемпионат 1938/39 |
| 9  | 13 мая 1939     | «Сан-Сиро», Милан         | Италия         | 2:2       | 77′                 | Товарищеский матч          |
| 10 | 18 мая 1939     | «БСК», Белград            | Югославия      | 1:2       |                     | Товарищеский матч          |

Итого: 10 матчей / 9 голов; 7 побед, 1 ничья, 2 поражения

## Достижения
Лидс Юнайтед
- Второе место во Втором дивизионе (выход в Первый дивизион): 1932/33

Сборная Англии
- Победитель Домашнего чемпионата Британии: 1937/38, 1938/39 (разделённый титул)

## После завершения карьеры
В марте 1946 года Холлу ампутировали правую ногу ниже колена из-за тромбоза. В мае 1947 года ему ампутировали левую ногу, также из-за тромбоза. Несмотря на потерю обеих ног, Холл был вице-президентом клуба болельщиков «Тоттенхэм Хотспур», а также управлял пабом. В 1946 году «Ноттс Каунти» и «Тоттенхэм Хотспур» провели в его честь памятные матчи.
Холл посетил финал Кубка Англии 1967 года, в котором «Тоттенхэм Хотспур» обыграл «Челси». Через два дня после этого он умер от сердечного приступа.
В 2006 году был включён в Зал славы футбольного клуба «Тоттенхэм Хотспур».